# Neocompsa tenuissima
Neocompsa tenuissima là một loài bọ cánh cứng trong họ Cerambycidae.